# Andy Schleck

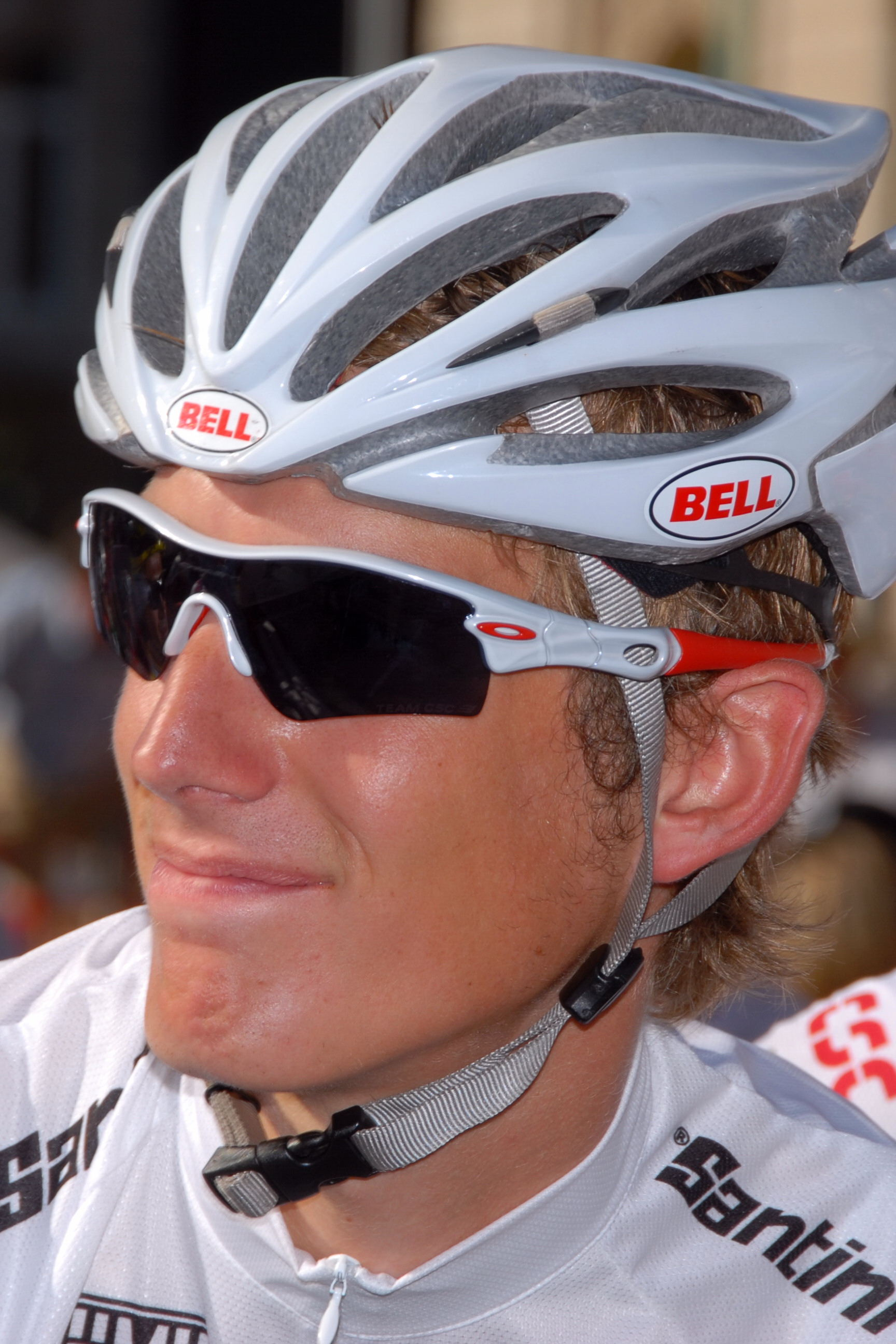
Andy Schleck

Andy Raymond Schleck (10 de junho de 1985) é um ciclista luxemburguês.
Schleck apareceu ao mundo do ciclismo em 2007, terminando o Giro d'Italia 2007 em segundo lugar, atrás de Danilo Di Luca. O jovem luxemburguês defendeu-se muito bem na alta montanha aos ataques de Gilberto Simoni, Eddy Mazzoleni e Di Luca, deixando inclusive a maioria deles para trás nas maiores dificuldades da prova.
Correu pela Team CSC desde que se formou ciclista até o ano de 2009. Actualmente corre pela Trek Factory Team. Em 2007, no Giro, terminou a Volta à Romandia na oitava posição, e foi 16º no Paris-Nice, vencido por Alberto Contador.
Andy Schleck é irmão de Frank Schleck, vencedor da Amstel Gold Race em 2006 e da mítica chegada ao Alpe d'Huez, no Tour de France desse mesmo ano.
No ano de 2010 travou com Alberto Contador uma luta bastante intensa pela vitória no Tour. Foi o único a conseguir aproximar-se do campeão, ficando a 39 segundos (2ª posição). Nessa ocasião teve problemas mecânicos numa subida e Contador, quando viu, atacou e deixou Shleck para trás com o seu problema da saída da corrente. Andy e Frank Shleck criaram a Team Leopard que em 2011 participou do UCI Pro Tour.
Em 2011, Schleck atingiu um 3º lugar na Liège-Bastogne-Liège, prestigiosa clássica de subida considerada um dos 5 'monumentos' do ciclismo, que ele já havia ganhado em 2009. Mais tarde, no Tour de France 2011, Andy venceu a montanhosa etapa 18 após uma longa fuga solo. Na etapa seguinte vestiu a camisa amarela, mas perdeu-a um dia depois, quando Cadel Evans tomou posse desta no contra-relógio final do Tour. Schleck terminou o Tour em 2º lugar, pelo 3º ano seguido. Em 2012, sua equipe se fundiu com o Team RadioShack, equipe fundada por Lance Armstrong.
Em fevereiro de 2012, Alberto Contador foi banido pelo Tribunal Arbitral do Esporte por um teste positivo de Clenbuterol no Tour de 2010, significando que Schleck passou a ser o vencedor daquela edição da corrida.